# Марс (Ардеш)
Марс (фр. и окс. Mars) — коммуна во Франции, находится в регионе Рона — Альпы. Департамент коммуны — Ардеш. Входит в состав кантона Сент-Агрев. Округ коммуны — Турнон-сюр-Рон.
Код INSEE коммуны — 07151.

## Население
Население коммуны на 2008 год составляло 281 человек.
| 1962 | 1968 | 1975 | 1982 | 1990 | 1999 | 2008 |
| ---- | ---- | ---- | ---- | ---- | ---- | ---- |
| 493  | 396  | 295  | 244  | 181  | 216  | 281  |

## Экономика

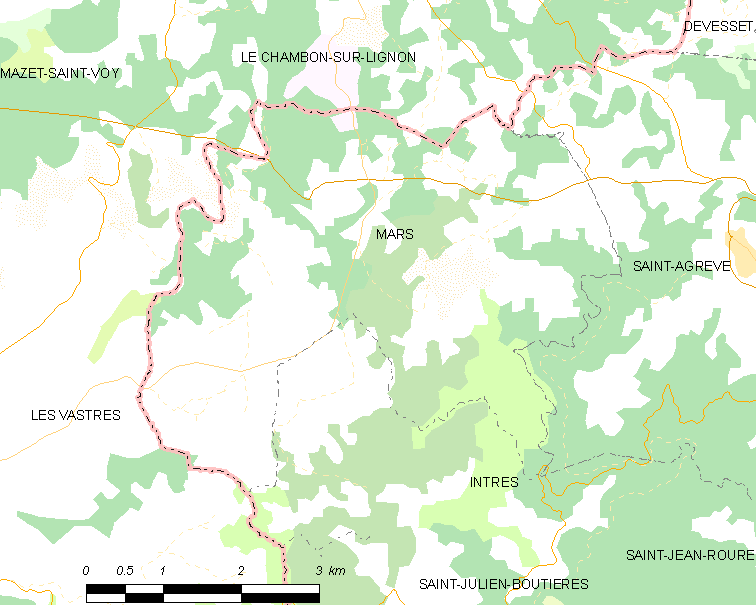
Карта коммуны

В 2007 году среди 160 человек в трудоспособном возрасте (15—64 лет) 107 были экономически активными, 53 — неактивными (показатель активности — 66,9 %, в 1999 году было 63,9 %). Из 107 активных работали 100 человек (54 мужчины и 46 женщин), безработных было 7 (4 мужчины и 3 женщины). Среди 53 неактивных 9 человек были учениками или студентами, 17 — пенсионерами, 27 были неактивными по другим причинам.

## Достопримечательности
- Римская дорога «из Валенсии в Ле-Пюи-ан-Веле»
- Романская церковь Сен-Ромен-ле-Дезер (XI век)
- Протестантский храм
- Флоссак или замок Малеваль, укреплённый дом XVII века